# Luv Bug
Luv Bug war eine irische Popband, die ihre größten Erfolge in den 1980er Jahren hatte.

## Werdegang
Die erste Single der Band, Red Light Spells Danger von 1984, konnte sich direkt in den irischen Charts platzieren. Weitere chartnotierte Singles folgten. Als Gewinner der irischen Vorentscheidung durfte die Gruppe beim Eurovision Song Contest 1986 in Bergen für ihr Land antreten. Mit dem Popsong You Can Count on Me erreichte die Gruppe nicht nur den vierten Platz beim Wettbewerb, sondern auch Platz 2 in den irischen Charts, ihr bislang größter Erfolg.
Die Band veröffentlichte noch bis Mitte der 1990er Jahre Singles, dann allerdings mit weniger Erfolg.
Die Mitglieder der Band waren die Geschwister June (Gesang), Hugh (E-Bass) und Max Cunningham (Gitarre), Ricky Meyler (Keyboards) und Majella Grant (Schlagzeug).